# Конча Пікер
Конча (Кончіта) Пікер (ісп. Conchita Piquer; 8 грудня 1908, Валенсія, Іспанія — 11 грудня 1990, Мадрид, Іспанія) — іспанська співачка та кіноакторка.

## Біографія
Народилася в 1908 році у Валенсії єдиною дитиною в сім'ї Паскуаля Пікера і Рамони Лопес. 1917 року, у 8 років, вперше виступила в театрі Согерос (Sogueros).
У 1921 році, у 15 років, Кончіта Пікер вирушила на гастролі до Америки. Прем'єра відбулася в Нью-Йорку, на яку завітав бізнесмен Джон Корт і був вражений витонченістю та красою Кончіти. Далі вона була запрошена у склад трупи Нью-Йоркського театру. Працювала з Едді Кентором, Елом Джолсоном та Фредом й Адель Астерами. Співала англійською, іспанською або тагальською мовами. 1923 року знялася в одному із перших звукових фільмів іспанською мовою.
В Америці Кончіта носила штани, шарфи і білі шапочки, і саме тому американці завжди називали її «квітковим хлопчиком». 1927 року Пікер повернулася до Іспанії, переконана в тому, що якщо в Америці вона була великою зіркою, то в Іспанії може стати абсолютною зіркою, яка ознаменує нову еру.
У Мадриді 6 липня 1927 року відбулася прем'єра, успіх був приголомшливий і перевершив всі очікування.
29 січня 1931 року о шостій годині вечора в компанії Puchol-Ozores пройшов дебютний концерт Кончіти Пікер.
Водночас в Барселоні вона зустрілася з тореадором Антоніо Маркесом, до якого переїхала жити, хоча вія був одружений з кубинкою й мав дочку.
Незабаром Пікер створює власні шоу і подорожує всією Іспанією. Найвідоміша пісня — «Зелені очі». Водночас починає зніматися в кіно. Величезний успіх їй принесла роль у серіалі «Чудовий Мадрид».
Справжнім першовідкривачем Пікер був іспанський поет Рафаель де Леон, який моделював її стиль і зробив її королевою мелодії. 1944 року знамените тріо композиторів Кінтеро, Леон і Кірога монтує для Пікер нове шоу, яке знову мало величезний успіх.
22 лютого 1948 року, після проведених гастролей в Америці, Кончіта Пікер знову з'являється в театрі Сервантеса у Севільї, виходить на сцену із шоу «Пісні і танці Іспанії». 1956 року настав пік її творчості, її визнали королевою іспанської музики.
На 58-му році життя співачка втрачає голос і йде зі сцени. У грудні 1990 року вона померла уві сні, одягнена в костюм своєї героїні, в якому не раз виконувала свої знамениті пісні.

## В культурі
На фестивалі Валенсійської спільноти «Фальяс» 2008 року дерев'яна фігура для спалення (нінот), що зображає Кончіту Пікер, стала єдиною, врятованою від полум'я. За правилами свята нінот, який найбільше сподобався публіці і набрав найбільше голосів, не потрапляє у багаття і вирушає до Музею Фальєро.

## Фільмографія
- «El negro que tenía el alma blanca» (1926)
- «Негр зі світлою душею» (1927) — режисера Беніто Перохо
- «La Bodega» (1929)
- «Yo canto para ti» (1934)
- «Долорес» (1939) — режисера Флоріана Рея
- «Filigrana» (1948)
- «Me casé con una estrella» (1951)
- «Canciones de nuestra vida» (1957)
- «Витончена робота» — режисера Луїса Маркіна

## Найвідоміші хіти
- «Ojos verdes»
- «Tu ropita con la mía»
- «Novio»
- «La niña de la estación»
- «La Parrala»
- «La otra»
- «Almoneda»
- «Picadita de viruela».